# 筑紫國
筑紫國是日本古代地方行政區劃中的一个地区，其領域約為現在的福岡縣東部以外的地區。
根據《古事記》產國部分的相關神話記載，在伊邪那岐和伊邪那美產下隱伎之三子島之後，隨後產下了筑紫島（九州島）。此島有胴體一個，顏面四個，分別為白日別（筑紫國）、豐日別（豐國）、建日向日豐久士比泥別（肥國）和建日別（熊曾國）。
筑紫國的地方勢力為筑紫國造，其首領磐井曾於528年起兵反抗大和王權的統治，但最終被鎮壓。7世紀末，日本從中國引入律令制之後，筑紫國被分為筑前國、筑後國兩個令制國。兩國統稱筑州或二筑、兩筑。